# Titularbistum Amadassa
Amadassa ist ein Titularbistum der römisch-katholischen Kirche.
Es geht zurück auf ein früheres Bistum in der römischen Provinz Asia bzw. in der Spätantike Phrygia salutaris in der heutigen westlichen Türkei. Das Bistum gehörte der Kirchenprovinz Sinnada an.
| Titularbischöfe von Amadassa |                                  |                                             |                |                   |
| Nr.                          | Name                             | Amt                                         | von            | bis               |
| 1                            | Francesco Tiburzio Roche SJ      | emeritierter Bischof von Tuticorin (Indien) | 26. Juli 1953  | 17. Dezember 1955 |
| 2                            | François-Xavier Lacoursière MAfr | emeritierter Bischof von Mbarara (Uganda)   | 20. April 1956 | 15. März 1970     |